# Lèmur ratolí pigmeu
El lèmur ratolí pigmeu (Microcebus myoxinus) és un dels lèmurs ratolí més petits, amb un pes de només 43-55 grams. La seva part dorsal és d'un color vermellós-marró i la part ventral és d'un blanc cremós. Viu en boscos caducifolis secs.